# Craig Scott

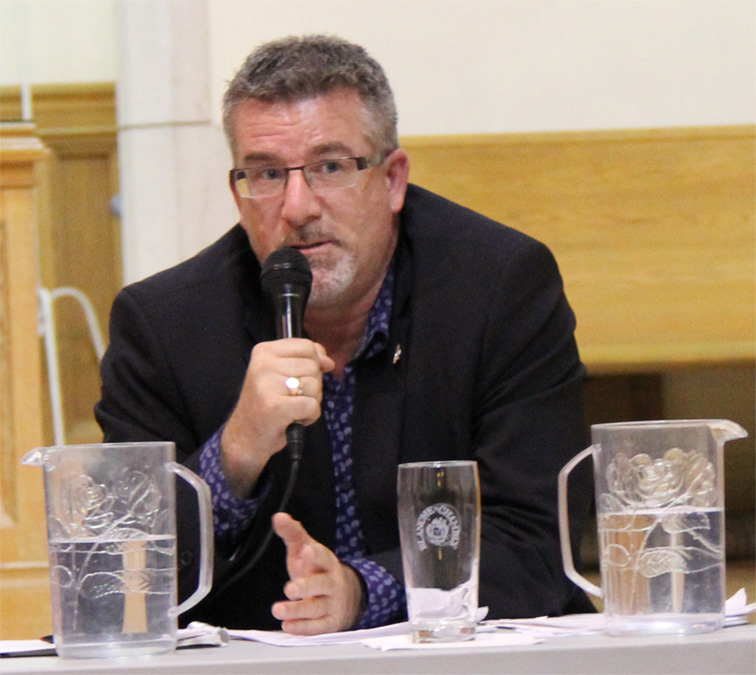
Craig Scott

Craig Scott (* 14. März 1962 in Windsor, Nova Scotia) ist ein kanadischer Jurist und Politiker der Neuen Demokratischen Partei.

## Leben
Scott studierte Rechtswissenschaften an der McGill University, an der University of Oxford; an der Dalhousie University und an der London School of Economics. Von 1989 bis 2001 war Scott als Hochschullehrer für Rechtswissenschaften an der University of Toronto tätig. Als Hochschullehrer lehrt er seit 2001 an der Osgoode Hall Law School in Toronto und ist Direktor des Jack and Mae Nathanson Centre on Transnational Human Rights, Crime and Security. Von März 2012 bis Oktober 2015 war Scott Abgeordneter im Kanadischen Unterhaus. Scott ist mit dem Modedesigner Kovit Ratchadasri verheiratet.
Scott forscht im Völkerrecht und im internationalen Privatrecht unter besonderer Berücksichtigung der Wirkungen der Menschenrechte in diesen Feldern.

## Auszeichnungen und Preise (Auswahl)
- 2010/2011: Awarded 2010 Ikerbasque Fellowship for Visiting Researchers (Ikerbasque = Basque Foundation for Science), Research Group of the Universidad de Deusto, Bilbao
- 2008–2010: Erasmus Mundus Scholar: European Union; tenable at Universidad de Deusto, Bilbao
- 2008: York International 2008 Award for Outstanding Contribution to Internationalization. York-Universität
- 2000: Jean Monnet Fellowship, Department of Law, European University Institut
- 1988: The Georg Schwarzenberger Prize; awarded annually to the “student in the Faculty of Laws in the University of London who is considered to be the outstanding student in the field of Public International Law”
- 1987: Mark of Distinction, LL.M., Universität London (London School of Economics)
- 1986: First Class Honours in Jurisprudence, Universität Oxford